# Reed Arvin
Reed Arvin, født i Kansas, amerikansk pladeproducent, keyboardist og forfatter, er i dag, 2007, bosiddende i Nashville, Tennessee, USA.
Arvin er bedst kendt for musikken han har produceret for den amerikanske sanger Rich Mullins, som døde i 1997.
Tidligt i 1980erne turnerede han med den amerikanske sangerinde Amy Lee Grant som keyboardist før han slog sig sammen med Mullins.
Arvins første roman som har titlen The Wind in the Wheat, blev udgivet i 1994.

## Ekstern henvisning
Reeds blog Arkiveret 1. marts 2007 hos  Wayback Machine